# 経営資源
経営資源とは経営学用語の一つであり、エディス・ペンローズによって提唱された。リソースとも言う。
企業が成長するための活動には多くの資本や労働力が必要であり、そして大きくなった企業にはより多くの経営能力が必要となる。ここでの能力というのは、資金調達、販売、従業員管理、経営管理などの諸々の力の集合体であり、この集合体を経営資源と呼ぶ。つまり経営資源というのは「ヒト」「モノ」「カネ」といった有形財産と「情報」といった無形財産の総称ということである。また、エディス・ペンローズによれば企業の成長に限界が来るのは物理的な制約からではなく、相対的に経営資源が不足するからであるとのこと。